# Ormosia serridens
Ormosia serridens là một loài ruồi trong họ Limoniidae. Chúng phân bố ở miền Tân bắc.